# Хумка Песак
Хумка "Песак" је највиши и најочуванији курган унутар комплекса од око 20 истих, на потезу између Мокрина и румунског насеља Велика Теремија у Банатској општини Кикинда. Локалитет је добио назив по некадашњим коповима песка на овом подручју, који се спомињу још из периода 19. века. Ова хумка на мапи из 1785. није приказана, али је на мапама из 1870. и 1880. јасно назначена.

## Опис
Хумка Песак представља једну од сачуванијих кургана у Банату. Шири рејон око овог истакнутог узвишења носи локални назив песак, а у непосредној околини је у пошлости било и више хумки (5 или 6) чији остаци се назиру по њивама. На локалитету су вршена и археолошка ископавања, а на самој хумки се виде трагови сондирања (или ископавања ради пљачке). На многим хумкама у Војводини могу се установити трагови копања, негде више, негде мање — као и у случају ове хумке. У прошлости, почев од античког доба а нарочито у средњем веку било је раширено трагање за благом, па су и кургани били на мети трагача.
Банатске хумке, а потенцијално и ову код Мокрина такође су проучавали и неки полихистори и археолози у времену Аустроугарске. Они су проналазили предмете из бронзаног доба а то је период који се преклапа са првим периодом културе гробних хумки код нас. Осим тога не постоје други трагови у литератури о археолошком истраживању околине и саме хумке, па ни о конкретној епохи и народу који ју је оставио. На основу стања и изгледа могуће је да је ова хумка пореклом од кумана, који су у ове крајеве стизали у 13. веку бежећи од Татара. Они су били задња позната култура и народ који су сахрањивали у хумке.

## Стање и перспективе
У ванредно равном терену Баната хумке нису морале да буду превисоке, али ширина и висина сачуваних, као ове хумке код Мокрина указују на то да су пре дуготрајног природног еродирања ипак биле знатно већих димензија. Подразумева се да су хумке из старијих епоха вероватно много више трпеле од временских прилика, да је утицај ерозије ветром и спирања водом умањио њихов обим и висину. У случају ове хумке је богата покривеност вегетацијом утицала на то да се тек незнатно изгуби оригинални облик. Поред хумке је чак преживело и неколико аутохтоних стабала пољског бреста (Ulmus minor).
Код прилаза хумки одмах се уочава да је на површини много трске (Phragmites australis) која постепено потискује травнате врсте које су својеврстан генетски резерват пашњачке флоре. Трска је новија појава на хумкама, због интензивног аграра у околини она се пење и на узвишења као што су бране, насипи пруга, а ево на хумке. Та иначе барска биљка може да живи и без влаге ако има довољно хранива, пошто је нитрофилна (добро апсорбује и гради азот из околине). Јавља неку врсту загађења, у овом случају превелику концентрацију вештачког ђубрива које се нагомилава у тлу, и путем воде креће даље. Трска иначе учествује у чишћењу и регенерацији еколошке равнотеже, али не и ако је пренамножена, јер у том случају фатално гуши сву осталу вегетацију око себе.
Тло неког узнемираваног станишта (орање, хемизација, бацање смеђа, превише гажења) пада под утицај нитрификације (нагомилавање сувог азота) што погодује врстама које овај азот уграђују у свој организам, извлачећи га из тла и тиме чистећи околину, међутим у току процеса нестају друге осетљивије врсте и флора се у сваком случају осиромашује. Из погледа анализе еколошког стања неког станишта – на пример површине хумки – прејако присуство нитрофилних биљака је знак скорашње насилне интервенције од стране човека, у виду наведених утицаја, пре свега копања и орања.
У случају хумке "Песак" трактори не штеде подножје кургана па се ту јавља ефекат руба – коровска вегетација којој погодује стално рахљање слоја земље, док се више на успону може видети установљена правегетација која не дозвољава надирање инвазивних врста. Остале хумке у околини већ су уништене орањем, тако да без обзира на лоше стање, можемо бити задовољни да је бар ова једна преостала. Типично је за нашу цивилизацију да хумке које су преживеле по неколико векова, утицај зуба времена и које су биле поштоване од свих ранијих генерација нестале су у задње две-три деценије, уништене од ове генерације.
Ова хумка не ужива заштиту државе Србије, и нема статус археолошког налазишта или споменика културе. До данашњих дана сачувана је само добрим приступом мештана.

## Галерија
| - У околини хумки свашта се може пронаћи, овде је плуг избацио кост – можда не људску, али неког већег сисара - Мали шумарак пољског бреста (Ulmus minor) сачуван на ободу хумке - Популација пузеће купине оструге (Rubus caesius) указује на релативну поштеђеност флоре - Панорамичан поглед на велику хумку код Мокрина, с југа - Поглед на хумку са истока - Орањем разваљен руб кургана – уништавање генетског фонда правегетације на површини - Трска све више потискује остатак пашњачке вегетације на хумки - Популација лесне траве пиревине (Agropyron cristatum) - Сазреле чауре, тоболци вилиног лука (Leopoldia comosa) - И још једна честа пратитељка хумки: мишинац или пасји језик (Cynoglossum officinale), на слици сазрело семење |